# Крушовиця (Врачанська область)
Кру́шовиця (болг. Крушовица) — село у Врачанській області Болгарії. Входить до складу общини Мизія.

## Населення
За даними перепису населення 2011 року у селі проживали 1712 осіб.
Національний склад населення села:
| Національність   | Кількість осіб | Відсоток |
| ---------------- | -------------- | -------- |
| болгари          | 1643           | 99,3%    |
| цигани           | 9              | 0,5%     |
| не визначились   | 0              | 0%       |
| Всього відповіли | 1654           |          |

Розподіл населення за віком у 2011 році:
Динаміка населення: